# Davst, Uvs
Davst (tiếng Mông Cổ: Давст) là một sum của tỉnh Uvs ở Mông Cổ. Vào năm 2008, dân số của sum là 1.784 người.

## Địa lý
Sum có diện tích khoảng 5.042 km2. Trung tâm sum, Zun Khovo, nằm cách tỉnh lỵ Ulaangom 137 km và thủ đô Ulaanbaatar 1.480 km.

### Khí hậu
Nhiệt độ trung bình hàng năm trong khu vực là 1 °C. Tháng ấm nhất là tháng 7, khi nhiệt độ trung bình là 24 °C và lạnh nhất là tháng 1, với −25 °C.

## Hành chính
Sum được chia thành 3 bag (xã):
- Torkhilog
- Züünkhövöö
- Khandgait

## Kinh tế
Sum có một trường học, bệnh viện, trung tâm thương mại và nhà văn hóa.